# Victor Considerant
Victor Prosper Considerant, född 12 oktober 1808, död 27 december 1893, var en fransk socialist.
Considerant var ursprungligen militär, men lämnade armén för att ägna sig åt författarverksamhet. Han var övertygad lärjunge till Charles Fourier och övertog 1837 dennes tidning La phalange, som 1845 blev daglig tidning under namnet La démocratie pacifique. 
År 1849 måste Considerant fly till Belgien efter sitt deltagande i junioroligheterna. Härefter försökte han grunda en koloni i Texas, Le Réunion, som skulle styras enligt Fouriers idéer. Kolonin överlevde fram till 1863. Considerant återvände därefter till Frankrike, där han avled i fattigdom.
Liksom Fourier underströk Considerant människans rätt till arbete, en rätt som han ansåg borde tillkomma människan redan i det kapitalistiska samhället. Bland hans skrifter märks Destinée socialie (1834-45), Principes du socialisme (1847), Théorie du droit de propriété et du droit au travail (1848).